# 杂色曲霉
杂色曲霉（学名：Aspergillus versicolor）是属于散囊菌目发菌科曲霉属的一种真菌，可生长在土壤、空气、酒曲、食品及各种材料的基物上。该种分布于全世界。
其种加词“versicolor”意为“颜色多样的”。

## 变种
- 杂色曲霉原变种（学名： Aspergillus versicolor var. versicolor）。
- 杂色曲霉疣梗变种（学名：Aspergillus versicolor var. parotuberus）是属于散囊菌目发菌科曲霉属的一种真菌，可生长在土壤、药材、贮煤油罐等基物上。该种分布于中国、南斯拉夫等地。[2]